# Ventura & Nieto
Ventura & Nieto fue un dúo de historietistas españoles compuesto por el guionista Miguel Ángel Nieto (Madrid, 1947 – Barcelona, 16 de octubre de 1995) y el dibujante Enrique Ventura (Madrid, 22 de septiembre de 1946 – 25 de marzo de 2024). Tras el fallecimiento del primero, Enrique Ventura continuó trabajando en solitario.

## Trayectoria
Miguel Ángel Nieto y Enrique Ventura, primos y residentes en Madrid, abandonaron sus estudios universitarios por los de técnico en publicidad. Durante éstos, publicaron una historieta titulada Sam y la morsa (1971) en la revista infantil Molinete. Al año siguiente estaban trabajando ya para la revista Trinca, donde crearon la serie Es que van como locos y Maremagnum.
Tras el cierre de Trinca en 1973, realizaron la historieta muda King Tongo. 

Grouñidos en el desierto, obra de Ventura & Nieto

Instalados en Barcelona, son contratados por la revista satírica El Papus y posteriormente por El Jueves. En esta última publicarán, desde el 31 de enero de 1979, su longeva serie Grouñidos en el desierto, objeto de recopilaciones en álbumes.